# 神奈川県立中原支援学校
神奈川県立中原支援学校（かながわけんりつ なかはらしえんがっこう）は、神奈川県川崎市中原区井田三丁目にある県立特別支援学校。

## 沿革
- 1974年（昭和49年）1月1日 - 川崎市中原区井田1458番地に設置。
- 1974年（昭和49年）4月15日 - 第1回入学式、始業式挙行。
- 1974年（昭和49年）5月27日 - 川崎市中原区井田3丁目13番1号（現在地）に移転。授業開始。
- 1997年（昭和52年）4月1日 - 高等部、訪問教育開始。
- 2003年（平成15年）4月1日 - 高等部に知的障害教育部門を併置。
- 2005年（平成17年） - 重症心身障害児施設「ソレイユ川崎」への訪問教育開始（2006年3月31日まで）。
- 2023年（令和5年）4月1日 - 神奈川県立中原支援学校に名称変更[1][2]。

## 学部
- 小学部
- 中学部
- 高等部A
- 高等部B
- 訪問教育

## スクールバス

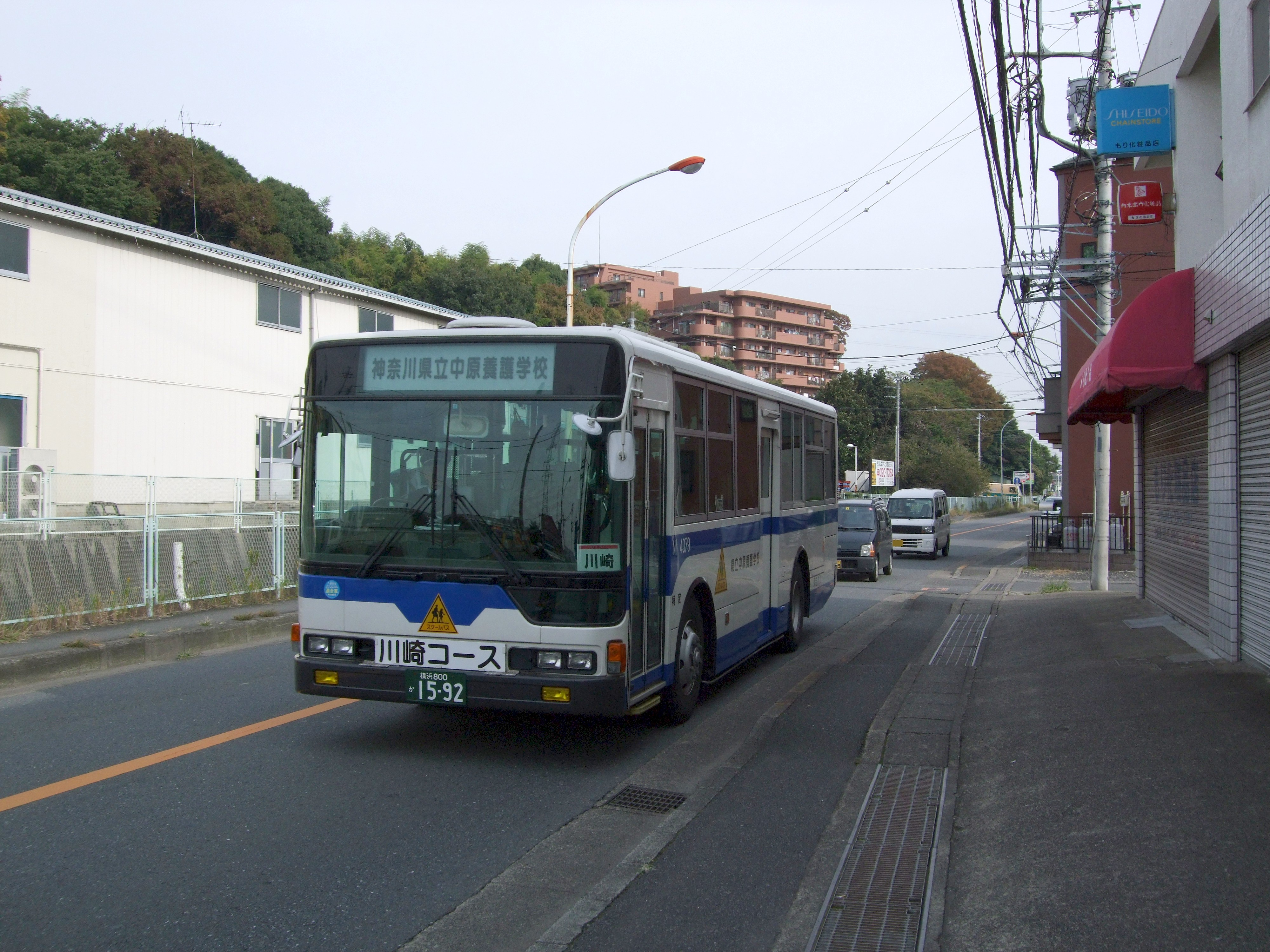
スクールバス

東急バス新羽営業所が担当。